# Klor
Klor eller chlor (fra latin chlorum) (fra græsk: Xλώριο=chlorós gulligt-grøn) er et grundstof, som er gasformig under normalbetingelser (1,013 bar, 0 °C).
Klor lugter stikkende og er klassificeret som farlig stof.
Det gulgrønne klor er noget opløseligt i vand, den vandige opløsning kaldes klorvand. Klor optager nemt elektroner og egner sig derfor godt som oxidationsmiddel. I industrien bliver klor nu om dage tit erstattet af det mindre miljøskadelige og nemmere håndterbare stof H2O2  (Hydrogenperoxid).
Klor kan ikke brænde, men er et af de mest reaktive grundstoffer. Dette skyldes dets elektronegativitet i forhold til de andre grundstoffer, og har derfor en stilling mod højre i det periodiske system. Det reagerer allerede ved normalbetingelser med talrige andre grundstoffer, mange organiske og uorganiske forbindelser, og tit ret kraftigt under stærk varmefrigivelse (eksoterme reaktioner).
Klor danner sammen med natrium almindelig natriumklorid (NaCl).

## Biologi
Fysiologisk har klor en stor betydning som negativ modion til positive ioner og optages overvejende gennem føden i form af køkkensalt (NaCl). Biologisk vigtigst er dannelsen af mavesyre og opretholdelse af osmosefunktionerne i kroppen.
Mange pesticider er organiske klorforbindelser:
Hexachlorbenzen (også kaldet HCB, perchlorbenzen eller PCB) DDT, dicofol, heptachlor, endosulfan, chlordane, aldrin, dieldrin, endrin, mirex og pentachlorophenol. Mange af disse pesticider er blevet forbudt ifølge Stockholm Konventionen af 2001 om persisterende pesticider og andre organiske forurenere  For nærværende er neonikotinoidet imidacloprid det mest anvendte insekticid i verden, men  er fra 1. december 2013 forbudt at anvende i EU i en periode af to år.

## Toksikologi og anvendelse som krigsgas
Klor er stærkt oxiderende og reagerer kraftigt med mange stoffer, hvilket kan være ekstremt skadeligt for mennesker og dyr. Da klor ved normale temperaturer er en gas, kan den nemt indåndes og kommer nemt i kontakt med øjnene, hvor den bl.a. reagerer med vanddamp i lungerne og i øjnene. Herved opstår syre, der virker lokalirriterende eller – i tilstrækkelig høj koncentration – akut ætsende.
Klor blev indsat som giftgas under Første Verdenskrig, hvorved 2000 britiske soldater omkom og yderligere 165.000 blev sårede ifølge en undersøgelse (se også Giftgas i 1. verdenskrig).  Mennesker er blevet udsat for klor i farlige mængder ved vej- og jernbaneulykker og ved fejldosering i svømmebassiner. I papirindustrien anvendes/anvendtes klor til blegning og nogle medarbejdere er blevet syge af langtidspåvirkning af klor i mindre koncentrationer.

## Fremstilling af klor
- Reaktion af Kaliumpermanganat med koncentreret saltsyre
- Elektrolyse af NaCl-opløsning

## Forbindelser med klor
Uorganiske klorforbindelser
- Trichloramin, Klortrifluorid
- Syrer: Klorundersyre, saltsyre
- Salte: Kaliumklorid, natriumchlorid, natriumhypoklorit (NaClO), klorin

Organiske klorforbindelser
- PVC
- CFC-gasser, HCFC-gasser, Kloroform
- Hexachlorbenzen, PCB, dioxin
- Sennepsgas
- Klorhexidin
- Bekæmpelsesmiddel, pesticider, insekticider: Neonikotinoidet imidacloprid, DDT, Agent Orange, 2,4,5-T, 2,4-D, MCPA eller 2-methyl-4-chlorophenoxy-eddikesyre, tolylfluanid, chlormequat, chlormequatchlorid, chlorcholinchlorid, CCC ([2-klorethyl]-trimethylammoniumklorid),
- Sukralose
- Medicin: Amlodipin, Klorprotixen, Ketogan
- Antibiotika: Clometocillin, Cloxacillin, klorotetracyklin

## Firmaer der fremstiller klorforbindelser
- Cheminova

## Reference
1. ↑  "Stockholm Convention on Persistent Organic Pollutants website". Arkiveret fra originalen 16. april 2014. Hentet 31. oktober 2010.
2. 1 2  PDF-filen "Toxicological Overview" fra http://www.hpa.org.uk/Topics/ChemicalsAndPoisons/CompendiumOfChemicalHazards/Chlorine/